# Premi Oscar 1935
La 7ª edizione della cerimonia di premiazione dei Premi Oscar si è tenuta il 27 febbraio 1935 al Biltmore Bowl del Biltmore Hotel di Los Angeles. Il conduttore della serata è stato lo sceneggiatore e attore statunitense Irwin S. Cobb.
Per la prima volta il premio viene assegnato ai film presentati nell'anno solare precedente (1º gennaio - 31 dicembre 1934) e per la prima volta un film si aggiudica le cinque statuette più prestigiose: miglior film, miglior regia, miglior attore, miglior attrice e miglior sceneggiatura.

## Vincitori e candidati
Vengono di seguito indicati in grassetto i vincitori. Dove ricorrente e disponibile, viene indicato il titolo in lingua italiana e quello in lingua originale tra parentesi.

### Miglior film
- Accadde una notte (It Happened One Night), regia di Frank Capra
- La casa dei Rothschild (The House of Rothschild), regia di Alfred L. Werker
- Cerco il mio amore (The Gay Divorcee), regia di Mark Sandrich
- Cleopatra, regia di Cecil B. DeMille
- La famiglia Barrett (The Barretts of Wimpole Street), regia di Sidney Franklin
- Marinai all'erta (Here Comes the Navy), regia di Lloyd Bacon
- Una notte d'amore (One Night of Love), regia di Victor Schertzinger
- Passeggiata d'amore (Flirtation Walk), regia di Frank Borzage
- Lo specchio della vita (Imitation of Life), regia di John M. Stahl
- L'uomo ombra (The Thin Man), regia di W. S. Van Dyke
- Viva Villa!, regia di Jack Conway
- Angeli del dolore (The White Parade), regia di Irving Cummings

### Miglior regia
- Frank Capra - Accadde una notte (It Happened One Night)
- Victor Schertzinger - Una notte d'amore (One Night of Love)
- W. S. Van Dyke - L'uomo ombra (The Thin Man)

### Miglior attore
- Clark Gable - Accadde una notte (It Happened One Night)
- Frank Morgan - Gli amori di Benvenuto Cellini (The Affairs of Cellini)
- William Powell - L'uomo ombra (The Thin Man)

### Migliore attrice
- Claudette Colbert - Accadde una notte (It Happened One Night)
- Bette Davis - Schiavo d'amore (Of Human Bondage)
- Grace Moore - Una notte d'amore (One Night of Love)
- Norma Shearer - La famiglia Barrett (The Barretts of Wimpole Street)

### Miglior sceneggiatura
- Robert Riskin - Accadde una notte (It Happened One Night)
- Frances Goodrich e Albert Hackett - L'uomo ombra (The Thin Man)
- Ben Hecht - Viva Villa!

### Miglior soggetto originale
- Arthur Caesar - Le due strade (Manhattan Melodrama)
- Mauri Grashin - Il rifugio (Hide-Out)
- Norman Krasna - La ragazza più ricca del mondo (The Richest Girl in the World)

### Miglior fotografia
- Victor Milner - Cleopatra
- George Folsey - L'agente n. 13 (Operator 13)
- Charles Rosher - Gli amori di Benvenuto Cellini (The Affairs of Cellini)

### Miglior scenografia
- Cedric Gibbons e Frederic Hope - La vedova allegra (The Merry Widow)
- Richard Day - Gli amori di Benvenuto Cellini (The Affairs of Cellini)
- Van Nest Polglase e Carroll Clark - Cerco il mio amore (The Gay Divorcee)

### Migliore aiuto regia
- John S. Waters - Viva Villa!
- Scott Beal - Lo specchio della vita (Imitation of Life)
- Cullen Tate - Cleopatra

### Miglior montaggio
- Conrad Nervig - Eskimo
- Anne Bauchens - Cleopatra
- Gene Milford - Una notte d'amore (One Night of Love)

### Miglior sonoro
- John P. Livadary e Columbia Studio Sound Department - Una notte d'amore (One Night of Love)
- Carl Dreher e RKO Radio Studio Sound Department - Cerco il mio amore (The Gay Divorcee)
- Edmund H. Hansen e Fox Studio Sound Department - Angeli del dolore (The White Parade)
- Franklin B. Hansen e Paramount Studio Sound Department - Cleopatra
- Nathan Levinson e Warner Bros. - First National Studio Sound Department - Passeggiata d'amore (Flirtation Walk)
- Thomas T. Moulton e United Artists Studio Sound Department - Gli amori di Benvenuto Cellini (The Affairs of Cellini)
- Douglas Shearer e Metro-Goldwyn-Mayer Studio Sound Department - Viva Villa!
- Theodore Soderberg e Universal Studio Sound Department - Lo specchio della vita (Imitation of Life)

### Migliore colonna sonora
- Victor Schertzinger e Gus Kahn - Una notte d'amore (One Night of Love)
- Kenneth Webb e Samuel Hoffenstein - Cerco il mio amore (The Gay Divorcee)
- Max Steiner - La pattuglia sperduta (The Lost Patrol)

### Miglior canzone
- The Continental, musica di Con Conrad, testo di Herb Magidson - Cerco il mio amore (The Gay Divorcee)
- Carioca, musica di Vincent Youmans, testo di Edward Eliscu e Gus Kahn - Carioca (Flying Down to Rio)
- Love in Bloom, musica di Ralph Rainger, testo di Leo Robin - She Loves Me Not

### Miglior cortometraggio commedia
- La Cucaracha, regia di Lloyd Corrigan
- Men in Black, regia di Ray McCarey
- What, No Men!, regia di Ralph Staub

### Miglior cortometraggio novità
- City of Wax
- Bosom Friends
- Strikes and Spares, regia di Felix E. Feist

### Miglior cortometraggio d'animazione
- La lepre e la tartaruga (The Tortoise and the Hare), regia di Wilfred Jackson
- Holiday Land
- Jolly Little Elves, regia di Manuel Moreno

## Premi speciali

### Oscar giovanile
- Shirley Temple per il suo contributo all'industria cinematografica nell'anno 1934.